# اراور
اراور (به لاتین: Eravur Town Divisional Secretariat) یک منطقهٔ مسکونی در سری‌لانکا است که در ناحیه باتیکالوا واقع شده‌است.